# Wielka Piaśnica
Wielka Piaśnica [vjɛlka  pjaɕˈnit͡sa] (allemand : Groß Piasnitz ; cachoube : Wiôlgô Piôsznica) est un village du district administratif du gmina de Puck, dans le comté de Puck (voïvodie de Poméranie), dans le nord de la Pologne. Il se trouve à environ 14 km à l'ouest de Puck et 46 km au nord-ouest de la capitale régionale de Gdańsk. 

## Seconde Guerre mondiale

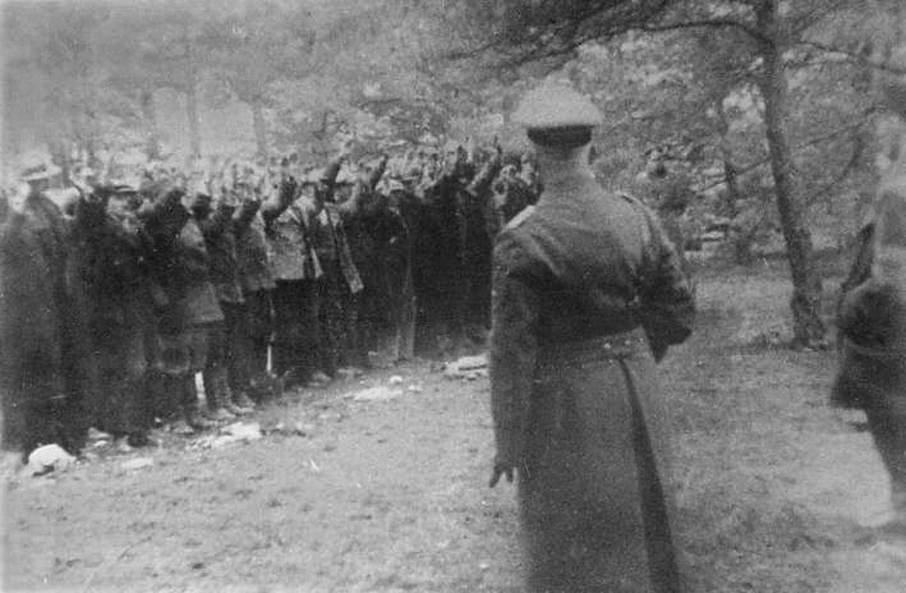
Victimes peu avant leurs exécutions, pendant les massacres à Piaśnica en 1939.

Après l'invasion de la Pologne en 1939, les SS allemands de Dantzig (Gdańsk) et des membres de la Selbstschutz allemande locale ont exécuté environ 12 000 civils principalement de l'intelligentsia polonaise et cachoube de la voïvodie de Poméranie, dans la forêt de Darżlubska, à proximité du village. Parmi les victimes figuraient environ 1 200 malades mentaux des hôpitaux locaux, tués au cours de la politique d'euthanasie forcée baptisée Aktion T4. 
Les exécutions massives ont commencé en octobre 1939 et ont duré jusqu'en avril 1940. Une exhumation des charniers a été effectuée après la Seconde Guerre mondiale en 1946. Sur un total de 35 tombes, 30 ont été localisées dont 26 exhumées. Seuls 305 corps (dans deux fosses communes) ont été retrouvés, le reste des corps a été brûlé par les Allemands en août-septembre 1944. Des Sonderkommandos (travailleurs forcés de la prison) du camp de concentration de Stutthof furent utilisés pour couvrir les preuves et avant d'être ensuite exécutés. 